# Institut national de l'information géographique et forestière
L'Institut national de l'information géographique et forestière és un ens administratiu públic que té com a missió vetllar per la producció, el manteniment i la difusió de la informació geogràfica de referència a França. Abans de la integració de l'inventari forestal nacional l'1 de gener del 2012, va ser denominat Institut géographique national, denominació de la qual conserva l'abreviatura IGN, creada per decret del 26 de juny del 1940 com a successor del Service géographique de l'Armée (SGA), dissolt el 1940.

## Història
IGN es va crear per decret el 26 de juny del 1940 (signat per Albert Lebrun i Philippe Pétain) i va succeir al Service géographique de l'Armée (SGA), fundat el 1887 i dissolt el 1940. La base dels mapes antics es divideix llavors en dos lots : un que roman a l'Institut i l'altre que s'incorpora als arxius militars de Vincennes. El general Louis Hurault, que va ser a l'origen d'aquestes modificacions, és el primer director de l'IGN. Va negociar els estatuts i va intentar, en va, recuperar l'equipament confiscat pels alemanys. Es signa una llei de deu articles el 14 de setembre del 1940 per tal de definir les funcions de l'IGN. Es signen els estatuts el 8 d'abril del 1941. En particular van crear l'École nationale des sciences géographiques per formar enginyers cartogràfics.

Logotip de l'IGN des de 1987 fins al 31 de desembre del 2011

Logotip de l'IGN des de l'1 de gener del 2012

L'any 2015 l'IGN endegà l'Espai loisirs (rebatejat com IGNrando' el 2017) per oferir als professionals i aficionats al senderisme un espai col·laboratori per crear i compartir rutes per a totes les activitats de natura. L'aplicació mòbil IGNrando' desenvolupada per Ubicarta es va llançar el juliol de 2019.

## Junta directiva
La junta directiva està formada per 24 membres: deu representants de l'Estat, cinc personalitats qualificades, tres representants del sector forestal, sis representants del personal de l'institut. El president del Consell d'Administració és nomenat per decret. Emmanuelle Prada-Bordenave, consellera d'Estat, és nomenada presidenta per decret del president de la República el 14 de juny de 2016.

## Recerca
L'activitat de recerca s'organitza en cinc laboratoris del Departament de Recerca i Educació. Aquests cinc laboratoris són:
- COGIT[6] (disseny d'objectes i generalització d'informació topogràfica), especialitzat en SIG i cartografia ;
- MATIS[7] (anàlisi d'imatges i mètodes de processament per a la estereorestitució), especialitzat en fotogrametria i visió per ordinador ;
- el LOEMI[8] (Laboratori d'òptica, electrònica i microinformàtica) que desenvolupa instruments (en particular per al tir) ;
- el LAREG[9] (laboratori de recerca geodèsica), un laboratori de geodèsia situat dins dels mateixos murs de l'ENSG, que manté l'ITRF, el sistema de referència geodèsic global ;
- el LIF (laboratori d'inventari forestal)

## Activitats forestals
L'IGN realitza l'inventari forestal nacional, un inventari permanent dels recursos forestals metropolitans realitzat amb independència de qualsevol qüestió de titularitat i previst pel Codi Forestal (article L.151-1). Concretament, les dades recollides en el marc de l'inventari forestal nacional permeten conèixer l'estat, l'evolució en el temps i les potencialitats del bosc francès.
Una xarxa d'experteses forestals, formada per enginyers tècnics, utilitza les dades de l'inventari forestal nacional, en particular, per donar suport a projectes a mida. Aquesta xarxa s'organitza entorn a dues unitats especialitzades:
- el Departament d'Ecosistemes Forestals de Bordeus per a les característiques ecològiques dels ambients forestals
- el Departament de Recursos Forestals i Carboni de Nancy per al coneixement dels recursos forestals a diferents escales espacials.

L'IGN també produeix el mapa forestal de França anomenat BD Forêt. Desenvolupat per fotointerpretació d'imatges aèries en infraroig, permet identificar zones forestals de més de 5.000 m². Aquests estan qualificats amb el tipus de formació vegetal (en funció de les espècies d'arbres presents).

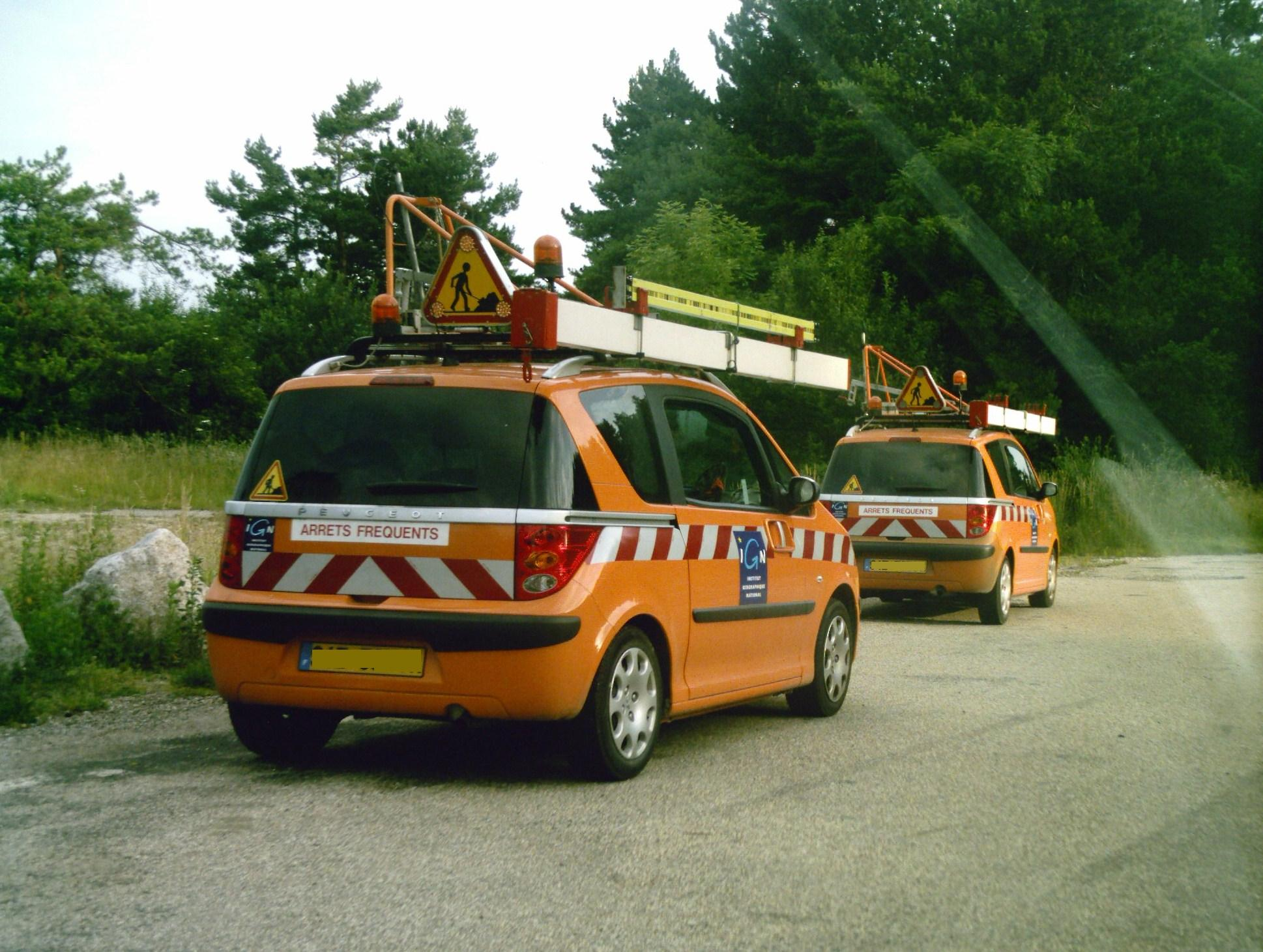
Vehicles de l'IGN.

Entre els socis històrics de l'IGN hi ha el SHOM (Service hydrographique et océanographique de la marine) que s'encarrega de la cartografia dels espais marítims de la mateixa manera en que l'IGN s'encarrega de la dels terrenys emergits. ; una acció empresa recentment amb l'IGN és el projecte Litto3D, la finalitat del qual és la descripció fina de la zona de litoral, una àrea natural sensible de gran interès ecològic i econòmic per la descripció de la qual s'està treballant considerablement. el 2009.
Una associació endegada l'abril del 2015 reuneix l'IGN, La Poste, OpenStreetMap France i la missió Etalab per a la creació de la Base Adresse Nationale.

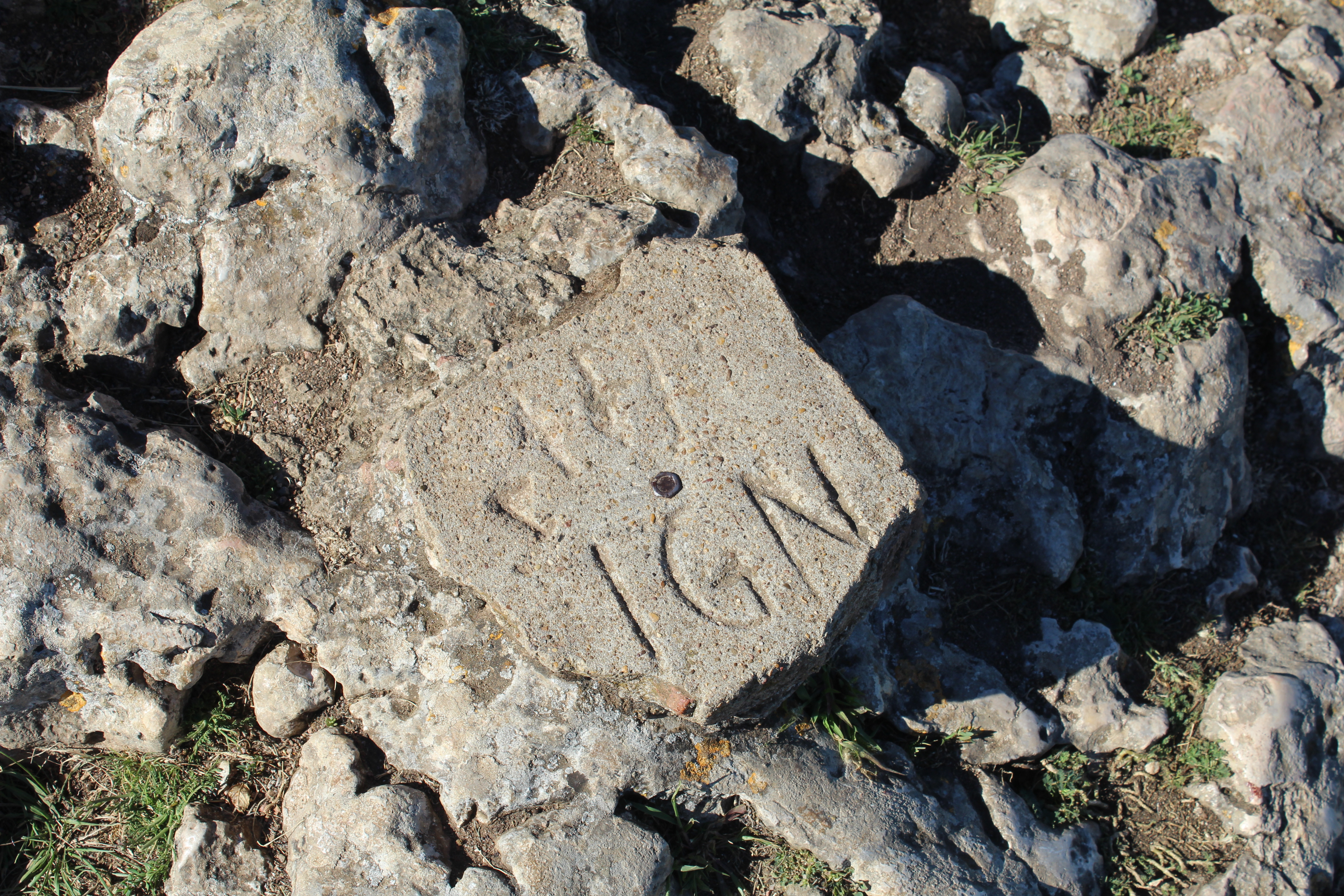
Punt geodèsic de l'IGN al cim de la Roche de Solutré (Saône-et-Loire).
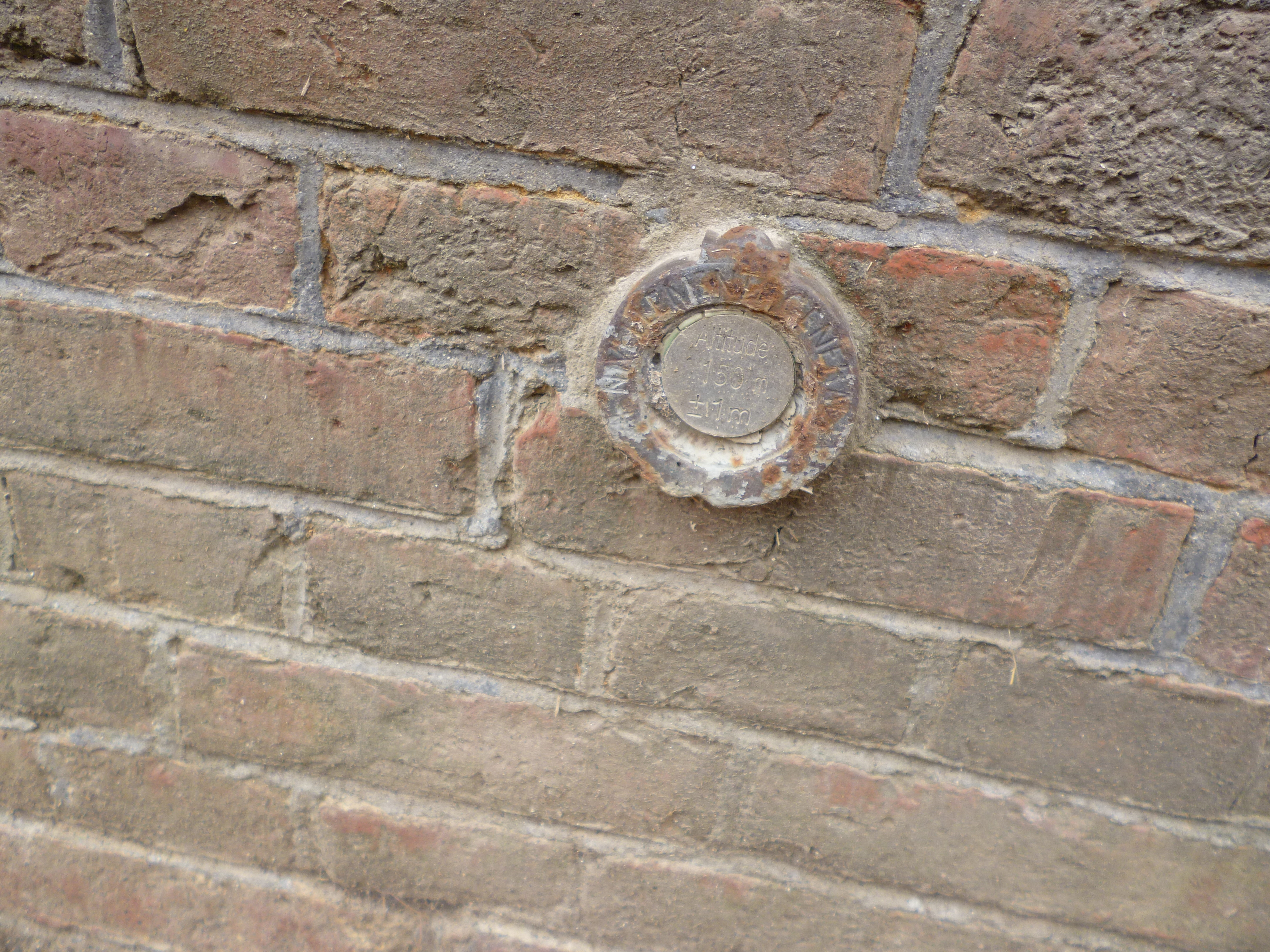
Punt rodó situat a la ciutat de Thieux (Oise)
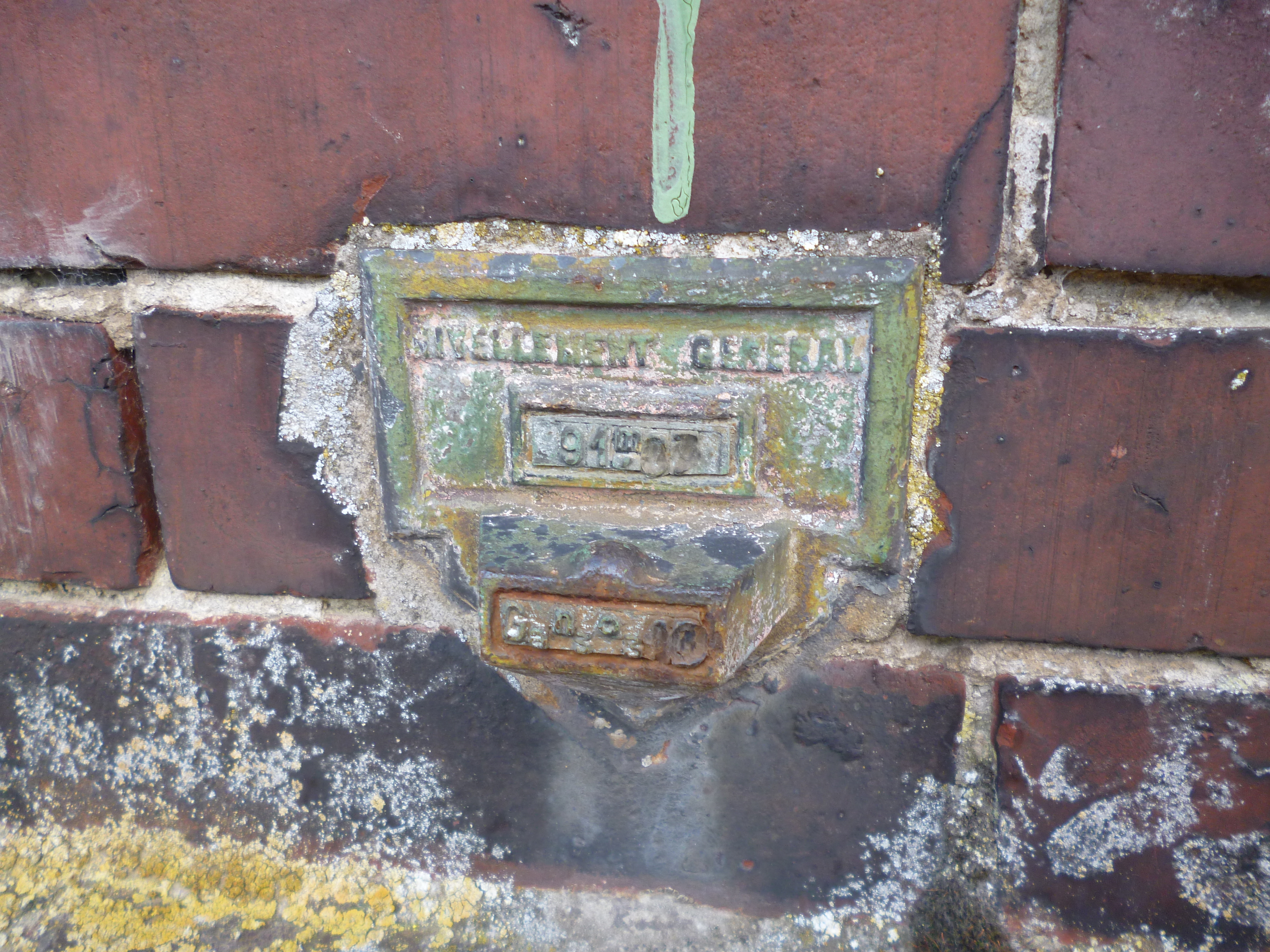
Punt rectangular a la localitat de Saint-Remy-en-l'Eau (Oise).
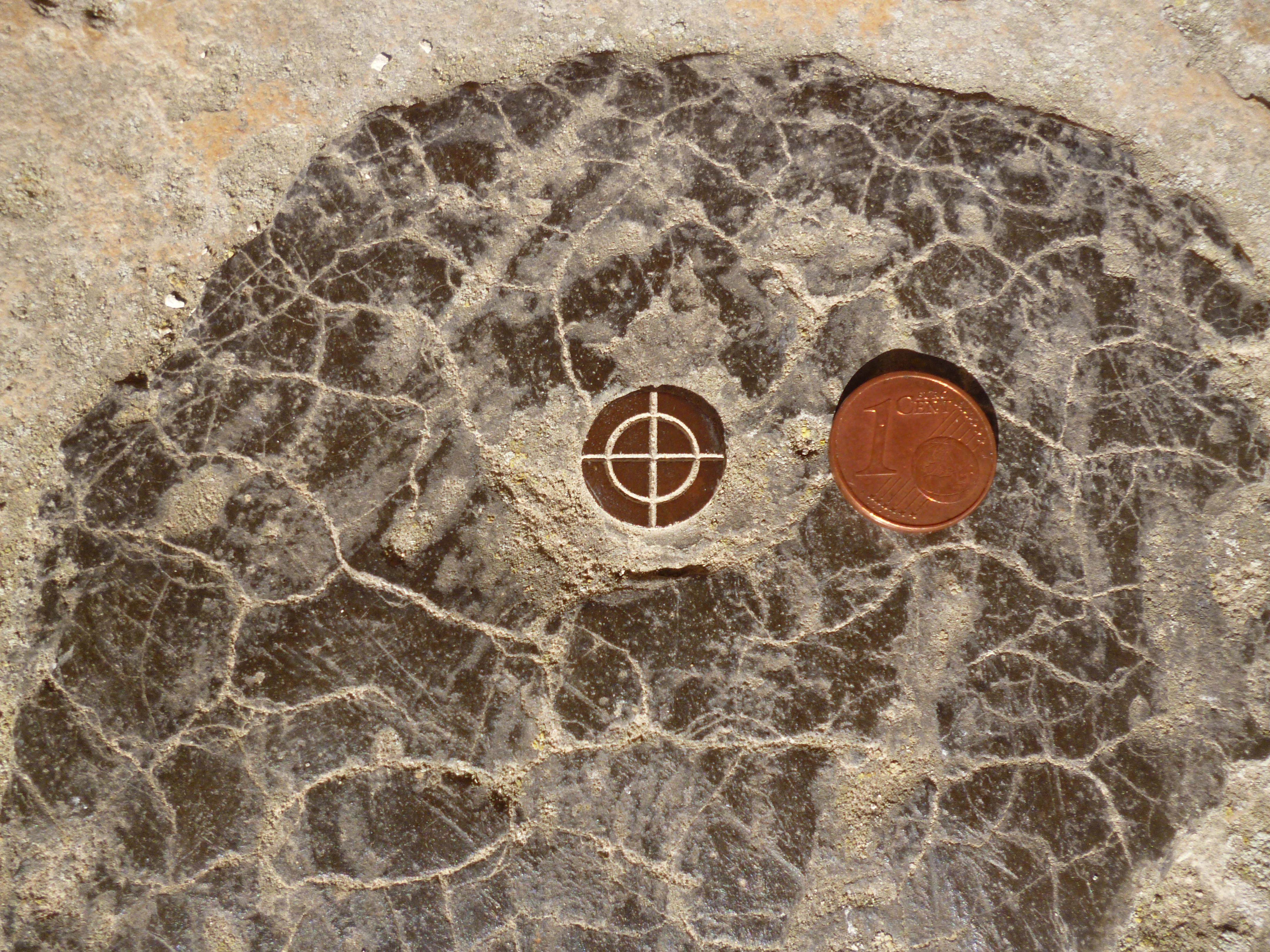
Marcador de bronze orientat a l'església Sant-Michel de Brunvillers-la-Motte (Oise). La moneda d'1 cèntim d'euro permet adonar-se de la proporció.

## Activitats aèries i Fototeca Nacional

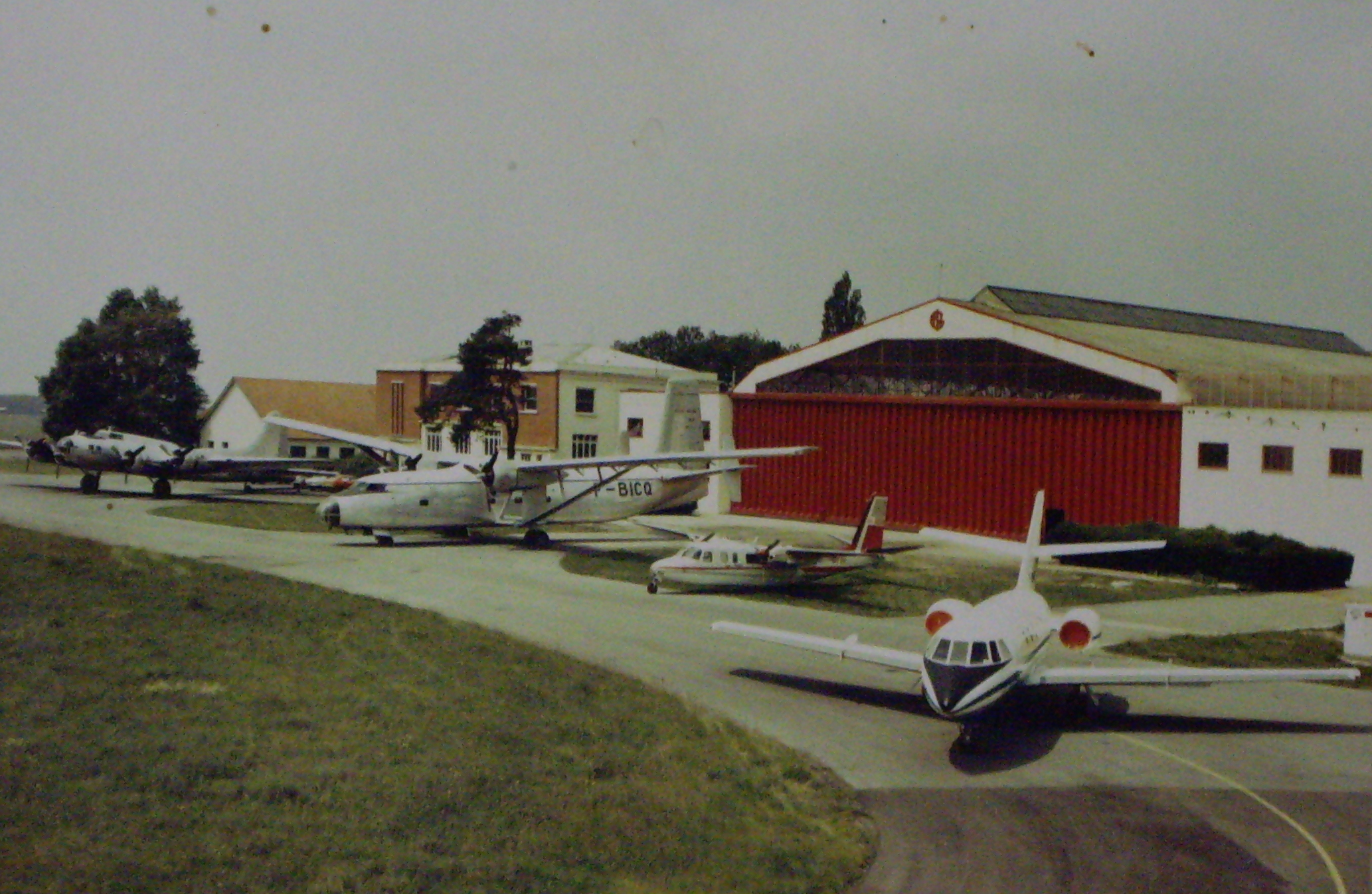
Parc aeri de l'IGN a Creil (l'any 1970).

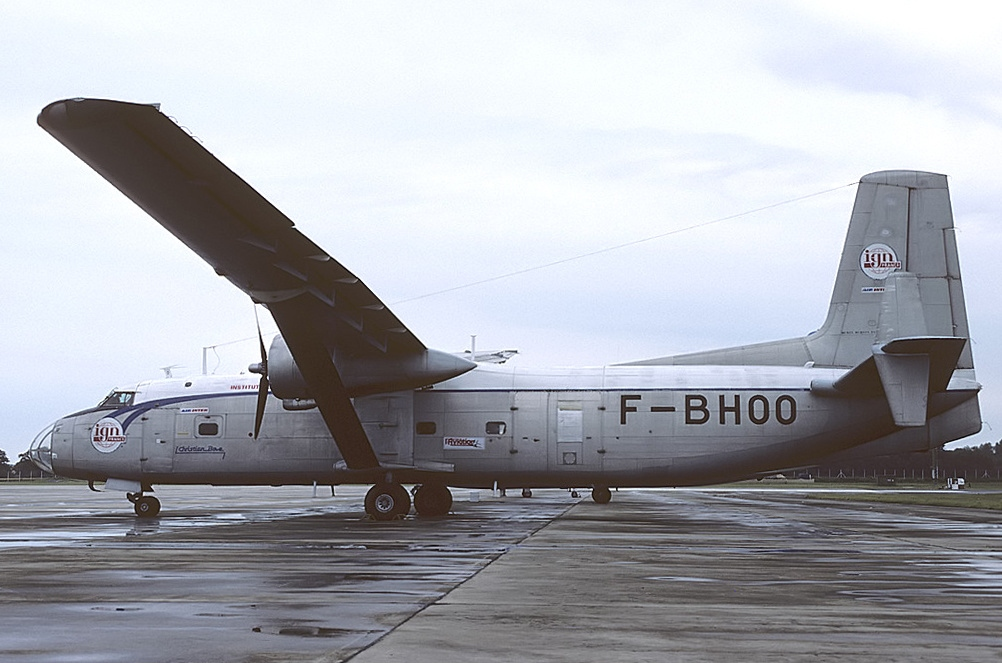
Aeronau Hurel-Dubois HD-34 n° F-HBOO de l'IGN l'any 1987.

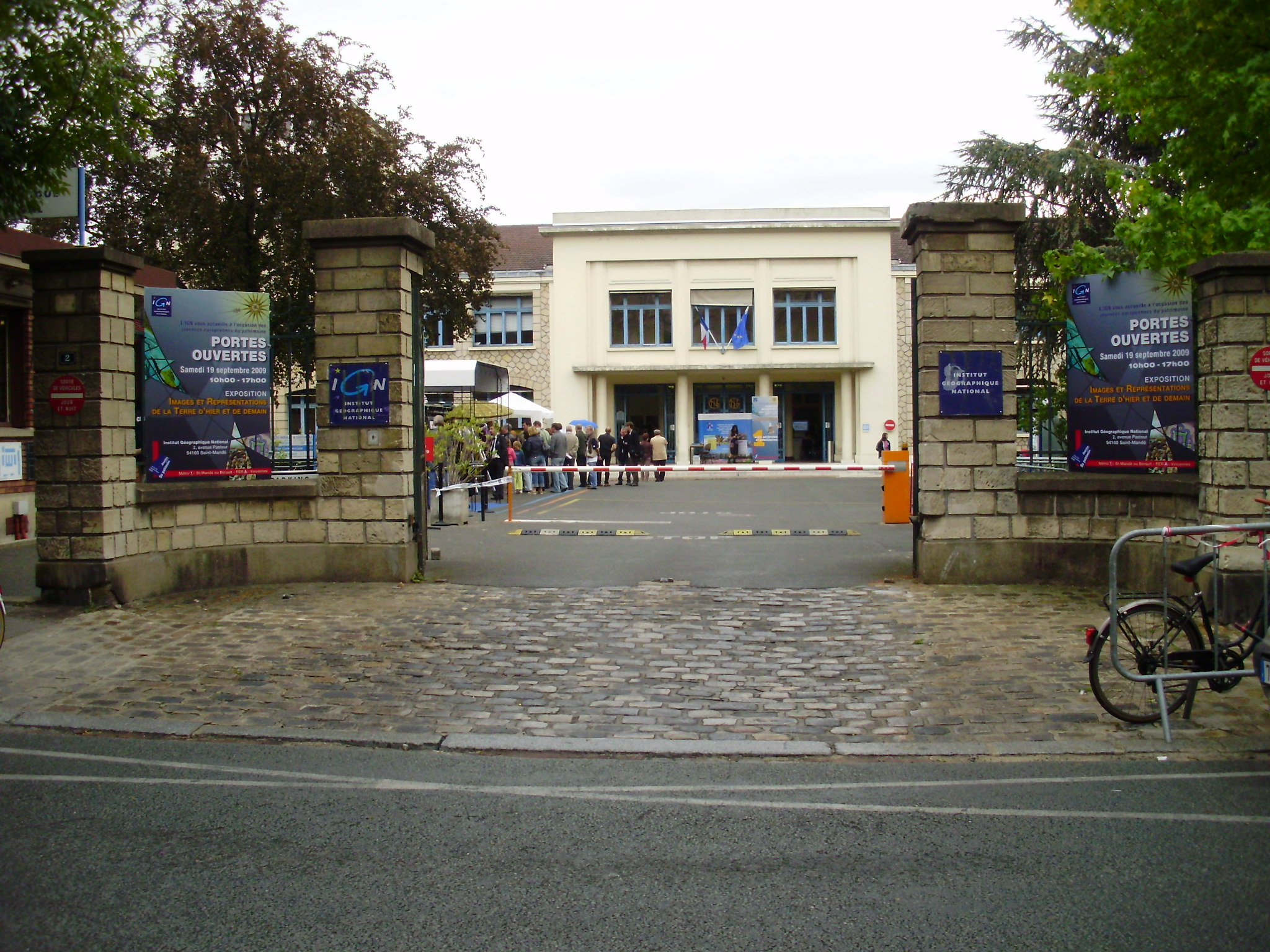
Antiga entrada a la Fototeca, 2 avinguda Pasteur.

La flota actual està formada per 4 Beechcraft Super King Air 200T, que s'instal·laren a la base aèria de Creil. Des del tancament de la pista, el 31 d'agost de 2016, els quatre avions del departament d'activitats aèries de l'IGN estan en procés de trasllat, previst entre l'estiu de 2017 i finals de 2018, a la seva nova base a l'aeroport de Beauvais-Tillé. Durant aquest temps els avions tenen la base a Pontoise.